# Макрида
Макри́да (др.-греч. Μάκρις) — титанида древнегреческой мифологии. В микенских текстах упомянуто некое божество ma-ki-ro-ne.
Деметра научила её земледелию. Дочь Аристея, кормилица Диониса. Из земли феаков, жена Навсифоя. Её именем названо озеро, её именем ранее назывался остров Дрепана.